# Taylor Lautner
Pour les articles homonymes, voir Lautner.
Taylor Lautner, né le 11 février 1992 à Grand Rapids dans le Michigan, est un acteur et  mannequin américain.
Il est surtout connu pour incarner le rôle de Jacob Black dans la saga Twilight.
En 2016, il joue dans la saison 2 de la série Scream Queens au côté d’Emma Roberts.

## Biographie

### Jeunesse et formation
Taylor Daniel  Lautner est né le 11 février 1992 à Grand Rapids dans le Michigan. Il est le fils de Daniel Lautner, un pilote de Midwest Airlines et de Deborah Lautner, employée pour des développements de logiciels. Il a une petite sœur, Makena Lautner (née le 1er juillet 1998). Taylor a des origines françaises et allemandes du côté de son père et est, en partie, d'ascendance Autochtone (Outaouais et Potawatomis) du côté de sa mère,. Taylor a grandi à Hudsonville, une banlieue de Grand Rapids dans le Michigan. Taylor a déclaré que lorsqu'il était jeune, il était victime de harcèlement scolaire parce qu'il était acteur : « J'avais juste à me dire que je ne dois pas laisser ça me heurter. C'est ce que j'aime faire. Et je vais continuer de le faire. ».
Il prend son premier cours de karaté à l'âge de 6 ans. Un an plus tard a lieu son premier tournoi national de karaté à Louisville, où il rencontre Michael Chaturantabut, le fondateur de l’Extrême Art Martial. Michael invite Taylor au camp qu'il tient à l'université de Californie à Los Angeles. Michael entraîne Taylor pendant plusieurs années. À l'âge de huit ans, Taylor devient ceinture noire, remporte trois médailles d'or, et plus tard, champion du monde junior. En 2003, il apparaît à ISKA-France.
Michael qui tient le rôle du Ranger Éclair bleu dans la série télévisée Power Rangers : Sauvetage éclair, suggère à Taylor de devenir acteur. Taylor part pendant quelque temps à Los Angeles en compagnie de sa famille pour passer des auditions, mais doit parfois revenir dans le Michigan pour sa scolarité. Le cœur de Taylor balance entre plusieurs activités : karaté, acteur de cinéma, équipe de football et de baseball du lycée, sans compter les cours de danse hip-hop. Taylor emménage en Californie pendant un mois avant de s'installer officiellement à Santa Clarita (Californie)

### De 2001 à 2007: Ses débuts
Dès le premier mois quand il a emménagé à Los Angeles, Taylor a eu des petits rôles à la télévision. En 2001, Taylor a fait ses premiers pas à la télévision en apparaissant dans le téléfilm, Shadow Fury. Puis en 2003, il a prêté sa voix à un personnage du dessin animé Rugrats Go Wild. Il a ensuite eu des petits rôles dans des séries télévisées comme : The Bernie Mac Show, Ma famille d'abord et Summerland. Puis il a encore prêté sa voix pour des dessins animés comme Duck Dodgers et Quoi d'neuf Scooby-Doo ?.
En 2005, à l'âge de 13 ans, il commence à faire régulièrement des doublages de voix (comme avec le personnage de Youngblood dans Danny Fantôme) et obtient le rôle de Elliot Murtaugh dans le téléfilm Treize à la douzaine 2. La même année, il a eu son premier "grand" rôle dans le film Les Aventures de Shark Boy et Lava Girl. Taylor a vécu pendant trois mois à Austin au Texas pour tourner le film qui a eu de mauvaises critiques. Cependant, Taylor a été nommé aux Young Artist Awards en 2006 dans la catégorie "Meilleure performance dans un téléfilm, mini-série ou spécial - Premier rôle masculin". En 2006, Taylor est apparu dans la série, Love Inc. et dans He's A Bully, Charlie Brown. Deux ans plus tard, Taylor a joué un des personnages principaux dans la série dramatique Mon meilleur ennemi avec Bella Thorne. Dans le magazine américain Rolling Stone, Taylor déclare qu'auparavant, il incarnait toujours des "mecs populaires, sportifs ou brutes".

### 2008-2009: Découverte capitale et la sagaTwilight

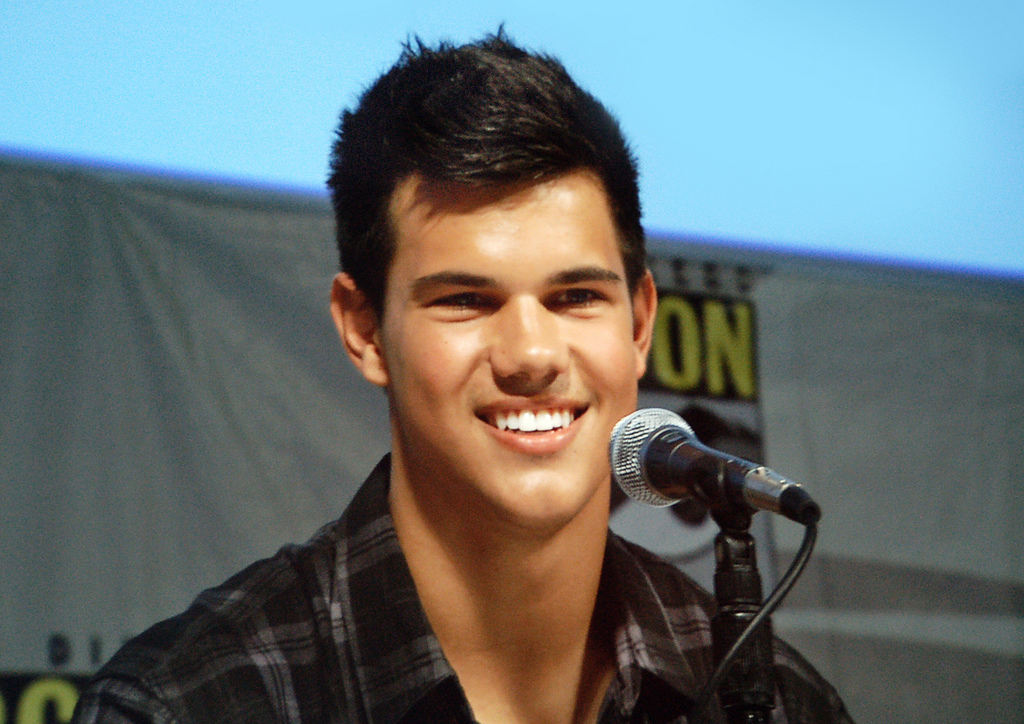
Taylor Lautner au Comic-Con en juillet 2009.

En 2007, des réalisateurs étaient à la recherche d'un acteur qui pourrait incarner Jacob Black, le meilleur ami du personnage principal Bella Swan pour le premier volet de la saga Twilight. En janvier 2008, les auditions pour la saga ont débuté à Portland. Taylor n'avait jamais entendu parler de la saga avant que son agent le pousse à auditionner pour le rôle de Jacob Black. Durant l'audition, il a fait quelques scènes de Twilight, chapitre II : Tentation et de Twilight, chapitre III : Hésitation aux côtés de Kristen Stewart qui avait déjà obtenu le rôle de Bella Swan. Le premier volet de la saga a été un carton et a encaissé 392 millions de dollars. En 2009, il a été nommé dans la catégorie "Meilleure performance - Homme pour Twilight", aux MTV Movie Awards, mais a été remporté par son partenaire, Robert Pattinson.
Initialement, le réalisateur Chris Weitz, a voulu refaire des auditions pour le rôle de Jacob Black pour le deuxième volet de la saga, Twilight, chapitre II : Tentation. Cela a été dû au fait que Taylor n'avait pas beaucoup de muscles à cette époque et que dans le deuxième volet, son personnage change énormément, autant physiquement que psychologiquement. Dans ce deuxième volet, Jacob devient un personnage important car il est un loup-garou. Une chaîne de télévision américaine confirme que Chris envisageait de prendre l'acteur Michael Copon pour incarner le « nouveau » Jacob Black. Pour continuer d'incarner son rôle, Taylor a donc dû prendre 14 kilos de muscles. En janvier 2009, Chris et Summit Entertainment déclarent que Taylor reste dans la saga et continuera d'incarner le rôle de Jacob Black. Lors d'une interview en 2009, Kristen Stewart déclare : « Taylor est devenu une personne différente physiquement. » Puis Robert Pattinson a déclaré : « Quand je l'ai vu avec tous ses muscles, je me suis dit : 'Mon Dieu, je vais me faire virer' ! » Dans une interview, Chris déclare que « c'est Taylor qui a eu le grand rôle pour ce deuxième volet alors que Robert n'apparaissait pas beaucoup ». Puis il a aussi déclaré que si Taylor ne s'était pas donné autant de mal physiquement et psychologiquement, le film n'aurait pas eu autant de succès. Taylor a remporté le prix de l'Acteur favori pour Twilight, chapitre II : Tentation lors des People's Choice Awards 2010.
Entre le deuxième et troisième volet de la saga, Taylor a tourné dans la comédie romantique Valentine's Day. Le 12 décembre 2009, il a présenté l'émission de télé américaine Saturday Night Live.

### Depuis 2010: Fin deTwilightet autres projets
Le 7 juillet 2010, on retrouve Taylor dans le troisième volet de la saga, Twilight, Twilight, chapitre III : Hésitation. Taylor a d'ailleurs souvent remporté le prix de l'"Acteur favori pour Twilight" pour diverses cérémonies d'Awards. En novembre 2010, The Hollywood Reporter rapporte que Taylor fait dorénavant partie de ces jeunes stars modèles,.
En 2011, il a le rôle principal dans Identité secrète, et apparaît dans le quatrième volet de la saga Twilight, Twilight, chapitre IV : Révélation (partie 1).
Taylor devait jouer dans le thriller, Northern Lights, ainsi que dans le film Max Steel, mais il a refusé les deux rôles. Deux autres projets au cinéma sont en cours de préparation ; le thriller, Cancun, et un autre film intitulé Stretch Armstrong que Taylor a également refusé. Il a été confirmé que Taylor jouera d'ici 2012/2013 dans le film fantastique, Incarceron.
En 2011, il joue dans une fausse bande-annonce appelé Field of Dreams 2 : NFL Lockout.
Le 3 novembre 2011, Taylor Lautner, Kristen Stewart et Robert Pattinson déposent leurs empreintes au Grauman's Chinese Theatre de Los Angeles.
Le 4 avril 2012, il a été annoncé que Taylor jouerait dans la comédie Copains pour toujours 2, qui est une suite du film Copains pour toujours (2010).
En 2016, il incarne le jeune docteur Cassidy Cascade dans la deuxième saison de la série télévisée Scream Queens.
En 2023, il joue avec Joey King et Presley Cash (en) dans le clip vidéo I Can See You - Speak Now (Taylor's Version) de Taylor Swift filmé à Liverpool en avril 2023. Il est diffusé en avant-première durant le concert de Taylor Swift au Arrowhead Stadium de Kansas City le 7 juillet 2023.
Le 8 mai 2024, il a été choisi avec Sarah Hyland et Andie MacDowell pour jouer dans la comédie romantique The Token Groomsman réalisée par Natalie Simpkins.

### Image publique

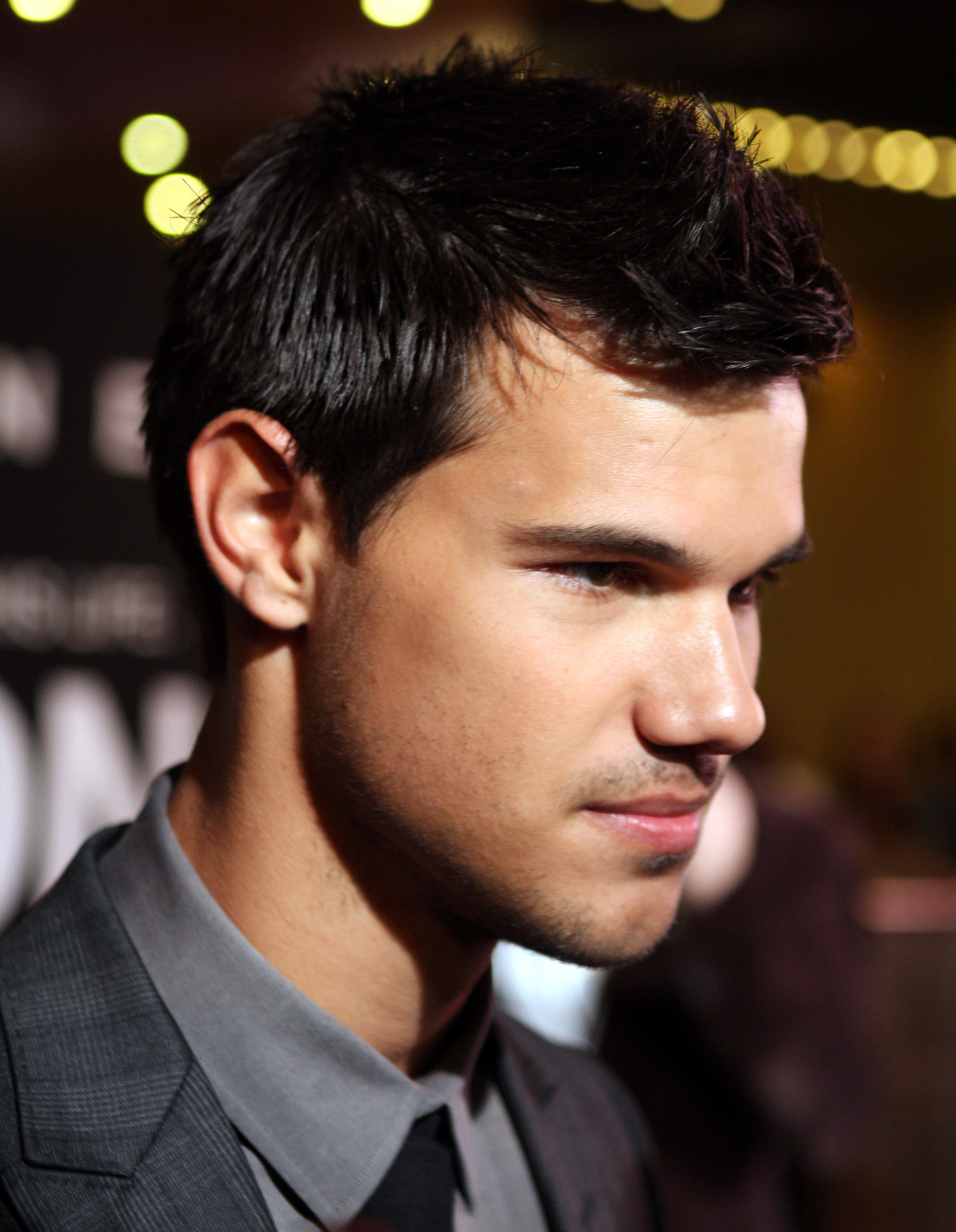
Taylor Lautner à la Première du film Identité secrète le 23 août 2011.

Des magazines tels que GQ, Rolling Stone et People mentionnent Taylor comme étant un sex-symbol puis décrivent l'acteur comme la future incarnation de la culture populaire,. Il a été appelé la nouvelle jeune star adulte qui peut « à la fois séduire les filles avec son intensité et impressionner les garçons avec son agilité robuste ». Après son changement physique massif à la suite de Twilight, Taylor est devenu une idole des jeunes tabloïds avec ses co-vedettes, Robert Pattinson et Kristen Stewart. Michelle Lanz de MSN Wonderwall a déclaré que le changement physique de Taylor peut bien avoir sauvé sa carrière. En particulier, les abdos de Taylor ont fait l'objet d'attention des médias. Mickey Rapkin de GQ a dit : « Les questions de marketing du film ont été résolues lorsque les muscles de Taylor Lautner sont devenus le sujet principal de Twilight, chapitre II : Tentation, pour ne pas mentionner sa carte de visite. ». Il a été élu numéro 1 dans le Top 5 des « abdos d'Hollywood ». En 2010, Taylor a été placé 2e dans le classement des « 50 hommes les plus sexy de 2010 » par le magazine Glamour. Toujours en 2010, il a été placé quatrième dans le classement des « Plus beaux corps » par le magazine People.

En revanche, son jeu d'acteur est régulièrement remis en question par les critiques professionnelles. Il est ainsi nommé à trois reprises pour les Razzie Awards — deux fois comme Pire Acteur en 2012 et une nouvelle fois comme Pire Acteur dans un Second Rôle, en 2013 (à chaque reprise pour son rôle dans la saga Twilight).

## Vie privée
De 2006 à 2009, Taylor Lautner est en couple avec Sarah Hicks (née le 8 avril 1991), une amie d'enfance. En 2009, il fréquente brièvement Selena Gomez, puis Taylor Swift qui s'inspire de leur rupture pour écrire la célèbre chanson Back to December qui figure sur son album Speak Now (2010). De 2010 à 2011, il est en couple avec Lily Collins, sa partenaire dans Identité secrète. De 2012 à 2013, il est de nouveau en couple avec Sara Hicks, puis il fréquente l'actrice canadienne Marie Avgeropoulos jusqu'en 2014. De 2016 à 2017, il est en couple avec Billie Lourd, la fille de Carrie Fisher.
Depuis janvier 2018, il partage la vie de Taylor Dome (née le 16 mars 1997), une infirmière originaire de Los Angeles. Le couple se fiance le 11 novembre 2021, puis se marie le 11 novembre 2022 dans un somptueux vignoble à Templeton (Californie).

## Filmographie

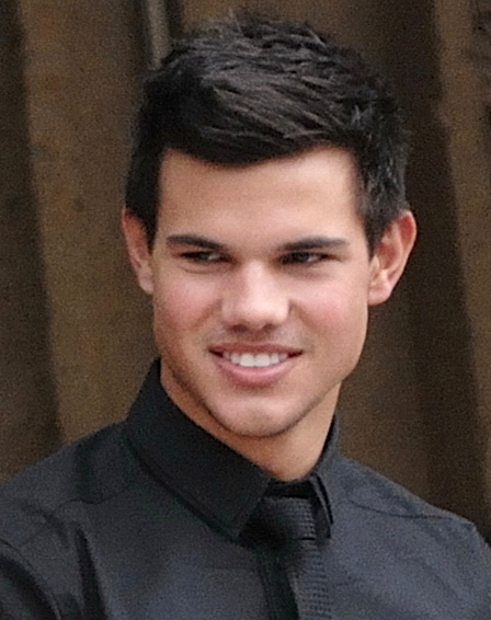
Taylor Lautner à la Première de Twilight, chapitre II : Tentation à Paris le 10 novembre 2009.

### Cinéma
- 2005 : Treize à la douzaine 2 : Eliot Murtaugh
- 2005 : Les Aventures de Shark Boy et Lava Girl : Shark Boy
- 2008 : Twilight, chapitre I : Fascination : Jacob Black
- 2009 : Twilight, chapitre II : Tentation : Jacob Black
- 2010 : Valentine's Day : Willy Harrinton
- 2010 : Twilight, chapitre III : Hésitation : Jacob Black
- 2011 : Identité secrète : Nathan Price
- 2011 : Twilight, chapitre IV : Révélation (partie 1) : Jacob Black
- 2012 : Twilight, chapitre IV : Révélation (partie 2) : Jacob Black
- 2013 : Copains pour toujours 2 : Andy
- 2015 : Tracers : Cam
- 2015 : The Ridiculous 6 : Lil' Pete
- 2016 : Run the Tide (en) : Reymund Hightower
- 2022 : Home Team : TBA
- prochainement : The Token Groomsman de Natalie Simpkins : Scott

### Télévision
- 2003 : The Bernie Mac Show : Aaron
- 2004 : Ma famille d'abord : Tyrone
- 2004 : Summerland :  Un garçon à la plage
- 2005 : Danny Fantôme : Youngblood (Voix)
- 2005 : Duck Dodgers : Reggie Wasserstein / Terrible Obnoxious Boy (Voix)
- 2005 : Quoi d'neuf Scooby-Doo ? : Dennis / Ned (Voix)
- 2006 : Love, Inc. : Oliver
- 2006 : He's A Bully, Charlie Brown : Joe Agate (Voix)
- 2008 : Mon meilleur ennemi : Jack Spivey
- 2014 : Cuckoo : Dale "Cuckoo" Ashbrick Jr
- 2016 : Scream Queens : Dr. Cassidy Cascade

### Clips vidéo
- 2023 : I Can See You de Taylor Swift : lui-même

## Voix francophones
| En France - Nessym Guetat dans : - Twilight, chapitre I : Fascination - Twilight, chapitre II : Tentation - Twilight, chapitre III : Hésitation - Identité secrète - Twilight, chapitre IV : Révélation, 1re partie - Twilight, chapitre V : Révélation, 2e partie - Copains pour toujours 2 - Tracers - The Ridiculous 6 - Scream Queens (série télévisée) - Home Team et aussi - Maxime Nivet dans Treize à la douzaine 2 - Maxime Baudoin dans Les Aventures de Shark Boy et Lava Girl | - Adrien Larmande dans Valentine's Day - Alexandre Nguyen dans Mon meilleur ennemi (série télévisée) Au Québec - Xavier Dolan dans : - Les Aventures de Shark Boy et Lava Girl en 3-D - Twilight : La Fascination - La Saga Twilight : Tentation - La Saga Twilight : Hésitation - Enlèvement - La Saga Twilight : Révélation, partie 1 - La Saga Twilight : Révélation, partie 2 - Grandes personnes 2 - À La Limite |

## Distinctions

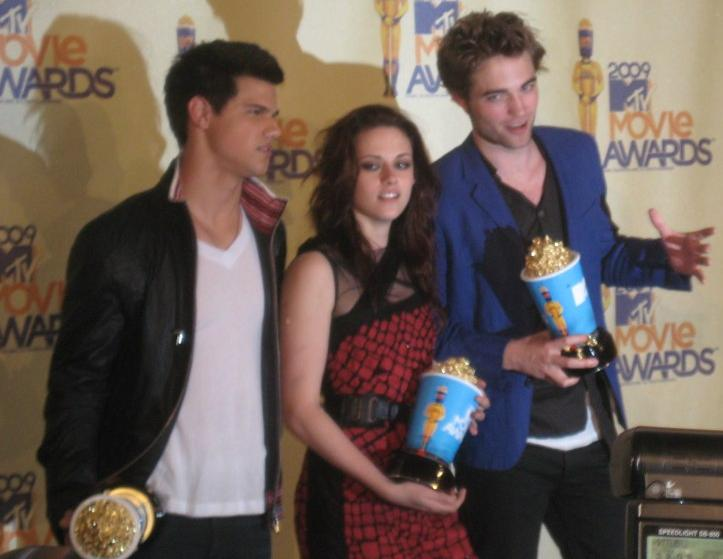
Taylor Lautner avec Kristen Stewart et Robert Pattinson aux MTV Movie Awards le 31 mai 2009.

### Nominations
- 2009 : Scream Awards : Meilleure performance dans un film pour Twilight
- 2010 : People's Choice Awards : Acteur favori pour Twilight, chapitre II : Tentation
- 2010 : Kids Choice Awards : Meilleur acteur de film pour Twilight, chapitre II : Tentation
- 2010 : Kids Choice Awards : Meilleur couple à l'écran (partagé avec Kristen Stewart) pour Twilight, chapitre II : Tentation
- 2011 : People's Choice Awards : Acteur préféré pour Twilight, chapitre III : Hésitation
- 2011 : Teen Choice Awards : Homme le plus sexy de l'année
- 2011 : Razzie Awards : Pire acteur pour Twilight, chapitre III : Hésitation et Valentine's Day
- 2011 : Razzie Awards : Pire casting pour Twilight, chapitre III : Hésitation
- 2012 : Razzie Awards : Pire acteur pour Twilight, chapitre IV : Révélation (partie 1) et Identité secrète
- 2012 : Razzie Awards : Pire couple à l'écran (partagé avec Kristen Stewart) pour Twilight, chapitre IV : Révélation (partie 1)
- 2012 : Razzie Awards : Pire casting pour Twilight, chapitre IV : Révélation (partie 1)

### Récompenses
- 2005 : Young Artist Awards : Meilleure performance dans un film pour Les Aventures de Shark Boy et Lava Girl
- 2009 : MTV Movie Awards : Meilleure performance - Homme pour Twilight
- 2009 : Teen Choice Awards : Homme le plus sexy de l'année
- 2010 : Young Artist Awards : Meilleure performance dans un film - jeune acteur principal pour Twilight, chapitre II : Tentation
- 2010 : Teen Choice Awards : Révélation masculine de l'année
- 2010 : Teen Choice Awards : Plus beau sourire de l'année
- 2010 : Teen Choice Awards : Meilleur acteur pour un film fantastique pour Twilight, chapitre III : Hésitation
- 2010 : Teen Choice Awards : Meilleure alchimie (partagé avec Taylor Swift) pour Valentine’s Day
- 2010 : Scream Awards : Choix préféré dans un film fantastique ou horreur pour Twilight, chapitre III : Hésitation
- 2010 : Australian Kids' Choice Awards : Plus beau baiser (partagé avec Kristen Stewart) pour Twilight, chapitre III : Hésitation
- 2011 : People's Choice Awards : Équipe préférée à l'écran (Favorite on Screen Team) (partagé avec Kristen Stewart et Robert Pattinson)  pour  Twilight, chapitre III : Hésitation
- 2012 : Kids Choice Awards : Botteur préféré pour Twilight, chapitre IV : Révélation (partie 1)
- 2012 : Teen Choice Awards : Meilleur acteur de film d'action pour Identité secrète
- 2012 : Teen Choice Awards : Meilleur film d'action pour Identité secrète